# نشان ملی مولداوی

نشان ملی مولدووا

نشان ملی مولداوی شامل عقابی است که یک عصای سلطنتی در یک پنجه و یک شاخه زیتون در پنجهٔ دیگر دارد. عقاب در این نشان، اشاره به ریشهٔ لاتین آنها دارد. این نشان در مرکز پرچم مولداوی نیز دیده می‌شود. در مرکز نشان تصویر سر یک نیاگاو با یک ستاره بالای سرش است.